# José Agostinho da Costa Belo

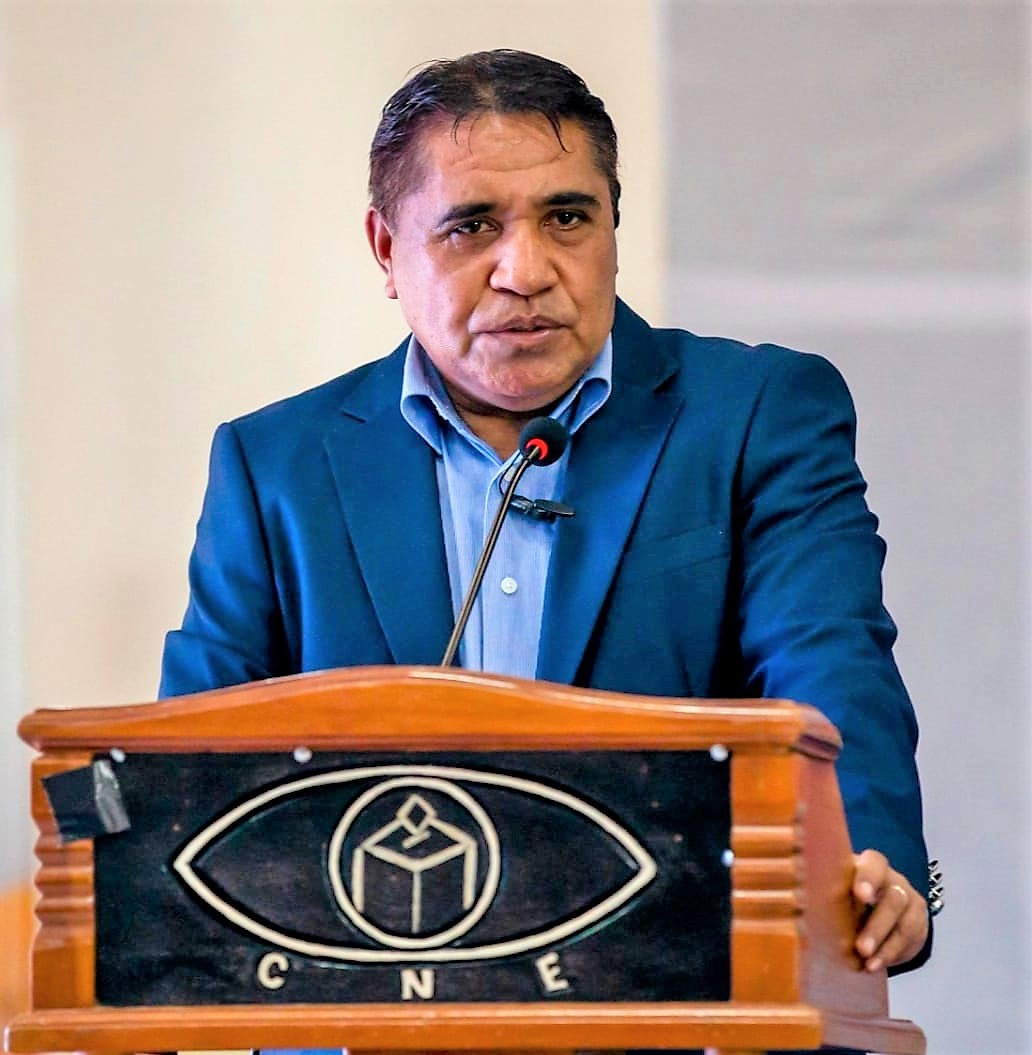
José Agostinho da Costa Belo (2023)

José Agostinho da Costa Belo Pereira (* in Baucau, Portugiesisch-Timor) ist ein osttimoresischer Hochschullehrer und Mitglied der Comissão Nacional de Eleições (CNE), der osttimoresischen Wahlkommission.
Belo hat einen Master-Titel in Management inne und einen Abschluss in Politik- und Rechtswissenschaften. Er unterrichtet an der Universidade de Díli (UNDIL) im Studienfach „Management“ und ist Rektor der UNDIL.
Von 2007 bis 2013 war Belo einfacher Kommissar der CNE. Am 1. Mai 2013 wurde Belo erstmals zum Präsidenten der CNE ernannt. 2014 nahm Belo als stellvertretender Leiter der osttimoresischen Mission zur Unterstützung des Wahlprozesses in Guinea-Bissau teil. Belo gilt als treibende Kraft hinter der „Erklärung von Dili“ in der die oberen Wahlbehörden der Gemeinschaft der Portugiesischsprachigen Länder (CPLP) sich zu einer Zusammenarbeit entschlossen. Sie planten eine gemeinsame Arbeitsgruppe zur multilaterale Zusammenarbeit innerhalb der CPLP und Erstellung eines „Verhaltenskodex für Wahlen, der die Grundsätze des allgemeinen, gleichen, freien, geheimen und direkten Wahlrechts widerspiegelt.“ Auch die Zusammenarbeit mit den Wahlbehörden der Staaten der ASEAN und dem Asian Network for Free Elections (ANFREL) vertiefte Belo.
Von 2016 bis 2021 war Belo unter CNE-Präsident Alcino Baris  wieder nur einfacher Kommissar, bevor Belo am 14. Juli 2021 wieder das Amt des Präsidenten erhielt.

## Auszeichnungen
Am 17, Mai 2017 erhielt Belo die Insignia des Ordem de Timor-Leste.